# Robert Neller
Robert B. Neller (født 1953 i East Lansing) er en amerikansk firestjernet general i United States Marine Corps. I september 2015 blev han den 37. Commandant of the Marine Corps, hvor han afløste Joseph Dunford. Før var han chef for U.S. Marine Forces Command.
Neller er én ud af syv personer i Joint Chiefs of Staff som rådgiver USA's præsident og Forsvarsministeriet.